# Mannersdorf am Leithagebirge

Mannersdorf um 1617

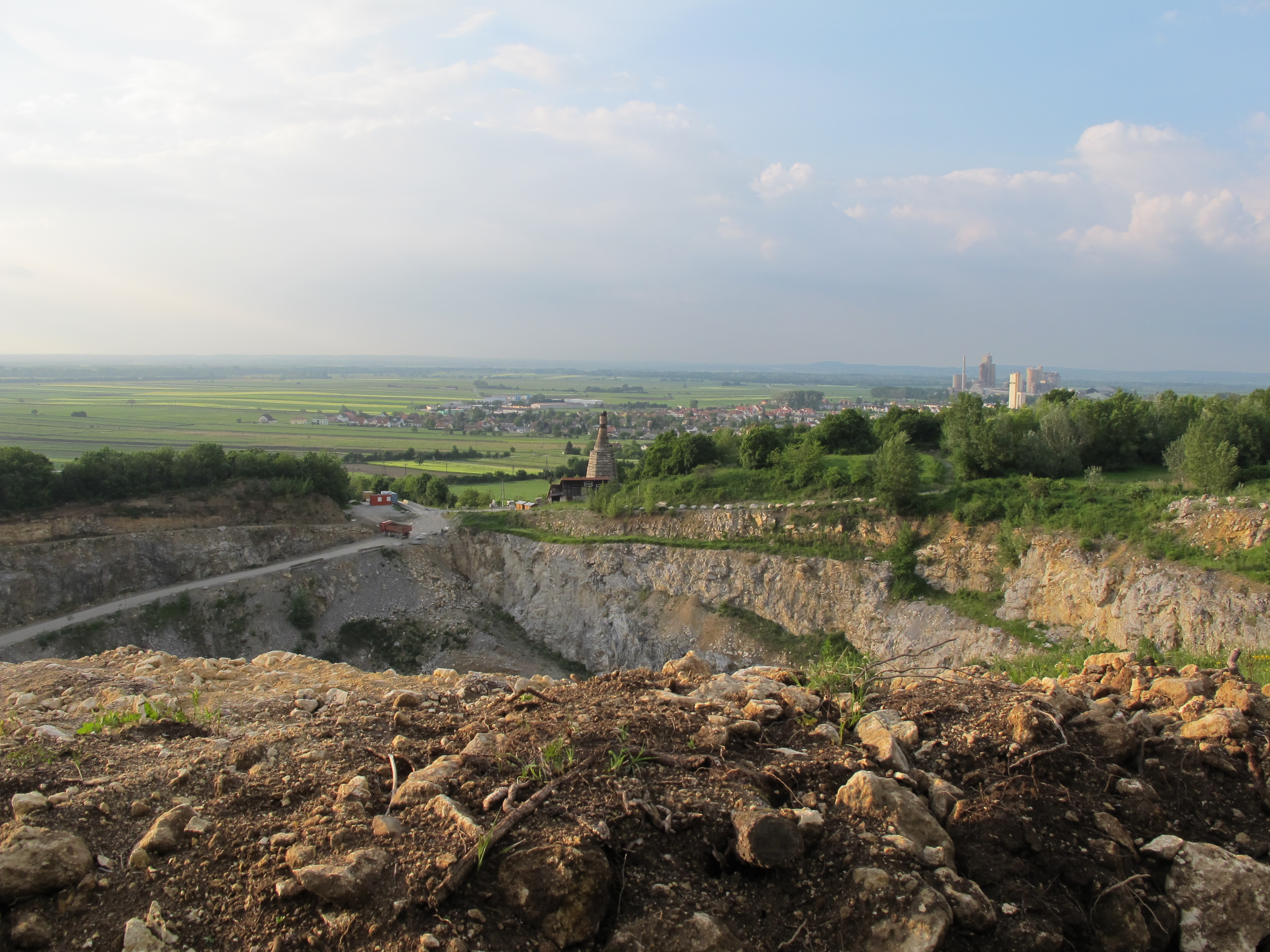
Mannersdorf gegen Norden

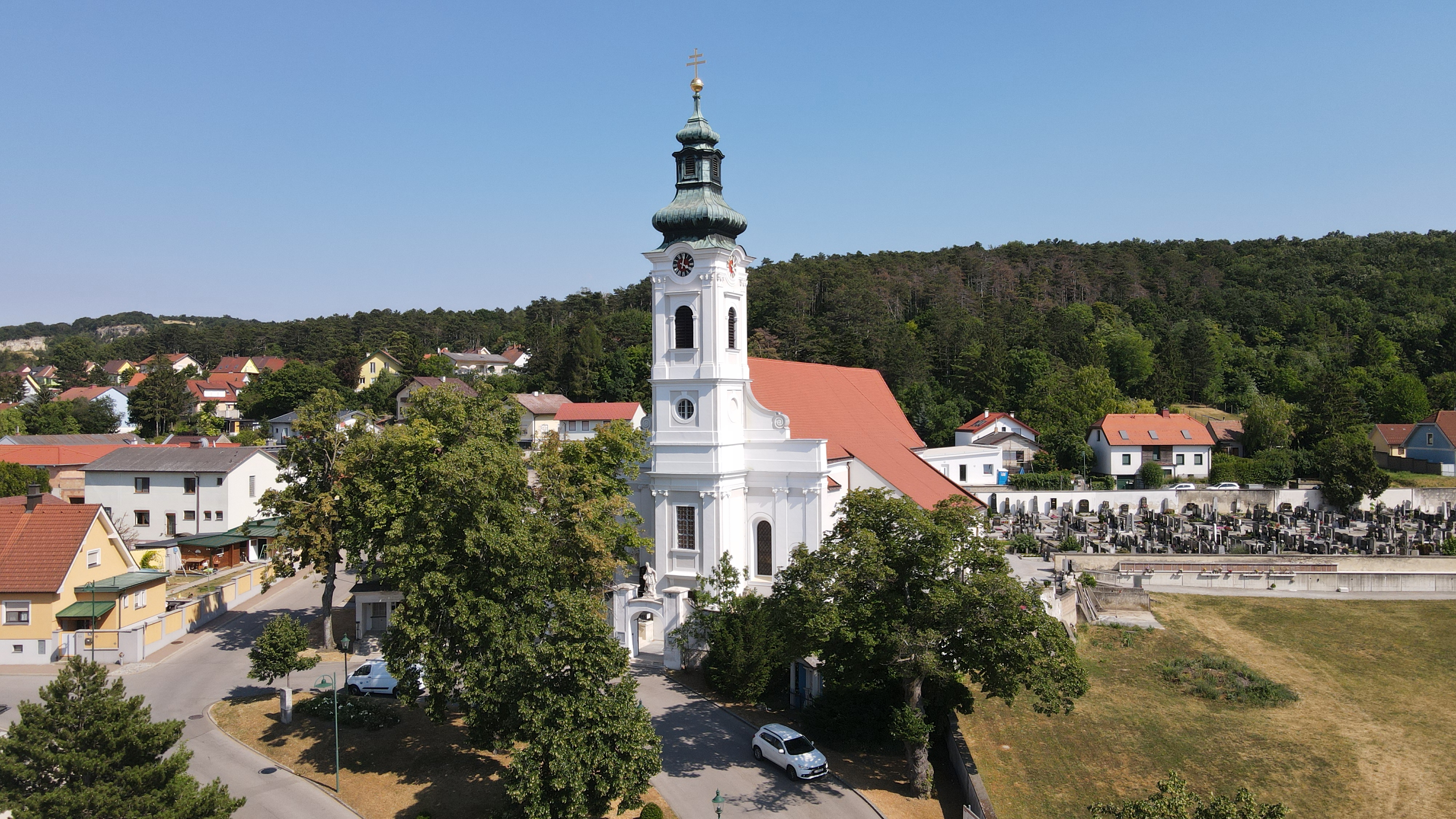
Gebiet um die Pfarrkirche in Mannersdorf

Mannersdorf (links oben) und seine Steinbrüche um 1873 (Aufnahmeblatt der Landesaufnahme)

Mannersdorf am Leithagebirge ist eine Stadtgemeinde mit 4274 Einwohnern (Stand 1. Jänner 2025) im Bezirk Bruck an der Leitha in Niederösterreich.

## Geografie
Die Stadt Mannersdorf am Leithagebirge liegt im Industrieviertel am Fuß des Leithagebirges im südöstlichsten Teil Niederösterreichs. Die Fläche der Stadtgemeinde umfasst 29,92 Quadratkilometer. Davon sind 44 Prozent landwirtschaftliche Nutzfläche, 41 Prozent sind bewaldet.

### Gemeindegliederung
| Katastralgemeinden                       | Ortschaften in der Gemeinde                 |
| ---------------------------------------- | ------------------------------------------- |
| Mannersdorf am Leithagebirge (29,90 km²) | Mannersdorf am Leithagebirge Wasenbruck (D) |
| Legende                                  |                                             |

Das Gemeindegebiet umfasst folgende drei Ortschaften (in Klammern Einwohner, Stand 1. Jänner 2025):
- Mannersdorf am Leithagebirge (3558)
- Sandberg (84)
- Wasenbruck (632)

Mannersdorf besteht nur aus einer einzigen Katastralgemeinde, es besteht allerdings ein weiterer Ort etwa vier Kilometer nordöstlich von Mannersdorf, Wasenbruck mit rund 600 Einwohnern. Diese hauptsächlich von Pendlern bewohnte Ortschaft liegt zwischen der Leitha und dem von der Leitha abgezweigten Werkskanal für die mittlerweile geschlossene Teppich- und Filztuchfabrik in Wasenbruck.
Rund 6 Kilometer in nördlicher Richtung befindet sich der Ortsteil Sandberg, der durch die Leitha von Götzendorf getrennt wird.

### Nachbargemeinden
|                    | Götzendorf                                  | Sommerein           |
| Reisenberg         | Kompassrose, die auf Nachbargemeinden zeigt |                     |
| Hof am Leithaberge |                                             | Purbach, Burgenland |

## Geschichte
In der Flur „Reinthal Süd“ wurden um 1980 über 90 Gräber aus der Latènezeit ausgegraben und wissenschaftlich untersucht (siehe latènezeitliches Gräberfeld Mannersdorf). Die Grabbeigaben bestanden teilweise aus Silber, Gold und Korallen, eine Bronzesitula wird als Importstück aus Norditalien gesehen. Die Funde belegen Handelsbeziehungen, die vom mittleren Rhein und der Champagne bis nach Südosteuropa und Oberitalien reichten.
Aus römischer Zeit stammt ein weiteres Gräberfeld auf Mannersdorfer Gemarkung, das sich direkt östlich des Gräberfeldes aus der Latènezeit erstreckt.
Im Altertum war das Gebiet Teil der Provinz Pannonien. Der Turmschädel von Mannersdorf wird als Beleg für die Anwesenheit von Hunnen im 5. Jahrhundert gewertet. Die erste urkundliche Erwähnung des Ortes erfolgte 1233. 1786 wurde das bis dahin bestehende bekannte Bad in Mannersdorf durch ein Dekret von Kaiser Joseph II. aufgelöst. Das Bad war zu Mitte des 18. Jahrhunderts sehr populär gewesen und wurde sogar von Kaiserin Maria Theresia besucht. 1750 kam es in Mannersdorf vermutlich zu einer Begegnung von Joseph Haydn mit dem bereits arrivierten Komponisten Christoph Willibald Gluck, der den jungen Kollegen in dessen musikalischer Sendung bestärkt haben soll.
In der Gemeinde liegt das Gebiet des Klosters St. Anna in der Wüste, seit 1986 ein Naturpark. Das 106 Hektar umfassende Klosterareal ist von einer 4,5 km langen Mauer umgeben, die teilweise noch zu sehen ist. Das 1783 von Kaiser Joseph II aufgelassene Kloster der Unbeschuhten Karmeliten wurde 1644 von Eleonora von Mantua gegründet, 1683 von den Türken niedergebrannt und später wieder aufgebaut. Die einstweilen restaurierte Kirche und ein Nebengebäude blieben erhalten. Die Mönchszellen sind verfallen. Aufgrund eines Stichs von L.M. Lerch von 1689 sind die Strukturen des Klosters gut erkennbar. Im Zentrum der Anlage, die auf einer weiten Lichtung liegt und über eine Lindenallee erreichbar ist, steht die Klosterkirche. An drei Seiten sind zwanzig Mönchszellen gruppiert. Diese bestanden aus jeweils einem Raum mit Gärtchen und Fenster nach draußen. Auf der vierten Seite liegen die Gemeinschaftsräume. Dem Kloster angeschlossen waren sieben Einsiedeleien, ein Meierhof, Obstgärten, ein Fischteich, sowie drei Steinbrüche und Kalkbrennereien. Ebenfalls noch gut erkennbar ist die Klosterpforte mit einem mächtigen Torbogen, der Leopoldskapelle und dem Pförtnerhaus.
Die Geschichte der letzten Jahrhunderte ist bis heute stark mit dem Kalkabbau im Leithagebirge verknüpft, so wurde im 19. Jahrhundert und in der ersten Hälfte des 20. Jahrhunderts der abgebaute Kalk gebrannt. Das Gestein wurde aber auch häufig in Wien beim Ringstraßenbau verwendet. 1894 erfolgte die Gründung der bis heute bestehenden Mannersdorfer Zementfabrik, in der bis jetzt der Kalk zu Zement verarbeitet wird.
→ Mannersdorfer Stein für den Stephansdom
Mannersdorf wurde im Jahr 1990 zur Stadt erhoben.

### Bevölkerungsentwicklung
| Mannersdorf am Leithagebirge: Einwohnerzahlen von 1869 bis 2025 | Mannersdorf am Leithagebirge: Einwohnerzahlen von 1869 bis 2025 | Mannersdorf am Leithagebirge: Einwohnerzahlen von 1869 bis 2025 | Mannersdorf am Leithagebirge: Einwohnerzahlen von 1869 bis 2025 | Mannersdorf am Leithagebirge: Einwohnerzahlen von 1869 bis 2025 |
| --------------------------------------------------------------- | --------------------------------------------------------------- | --------------------------------------------------------------- | --------------------------------------------------------------- | --------------------------------------------------------------- |
| Jahr                                                            |                                                                 |                                                                 |                                                                 | Einwohner                                                       |
| 1869                                                            | 1869                                                            |                                                                 | 2.378                                                           | 2.378                                                           |
| 1880                                                            | 1880                                                            |                                                                 | 2.533                                                           | 2.533                                                           |
| 1890                                                            | 1890                                                            |                                                                 | 2.624                                                           | 2.624                                                           |
| 1900                                                            | 1900                                                            |                                                                 | 3.248                                                           | 3.248                                                           |
| 1910                                                            | 1910                                                            |                                                                 | 3.595                                                           | 3.595                                                           |
| 1923                                                            | 1923                                                            |                                                                 | 3.768                                                           | 3.768                                                           |
| 1934                                                            | 1934                                                            |                                                                 | 3.966                                                           | 3.966                                                           |
| 1939                                                            | 1939                                                            |                                                                 | 3.935                                                           | 3.935                                                           |
| 1951                                                            | 1951                                                            |                                                                 | 3.799                                                           | 3.799                                                           |
| 1961                                                            | 1961                                                            |                                                                 | 3.909                                                           | 3.909                                                           |
| 1971                                                            | 1971                                                            |                                                                 | 4.037                                                           | 4.037                                                           |
| 1981                                                            | 1981                                                            |                                                                 | 3.861                                                           | 3.861                                                           |
| 1991                                                            | 1991                                                            |                                                                 | 3.796                                                           | 3.796                                                           |
| 2001                                                            | 2001                                                            |                                                                 | 3.731                                                           | 3.731                                                           |
| 2011                                                            | 2011                                                            |                                                                 | 3.839                                                           | 3.839                                                           |
| 2021                                                            | 2021                                                            |                                                                 | 4.150                                                           | 4.150                                                           |
| 2025                                                            | 2025                                                            |                                                                 | 4.274                                                           | 4.274                                                           |
| Quelle(n): Statistik Austria, Gebietsstand 1.1.2021             |                                                                 |                                                                 |                                                                 |                                                                 |

## Kultur und Sehenswürdigkeiten

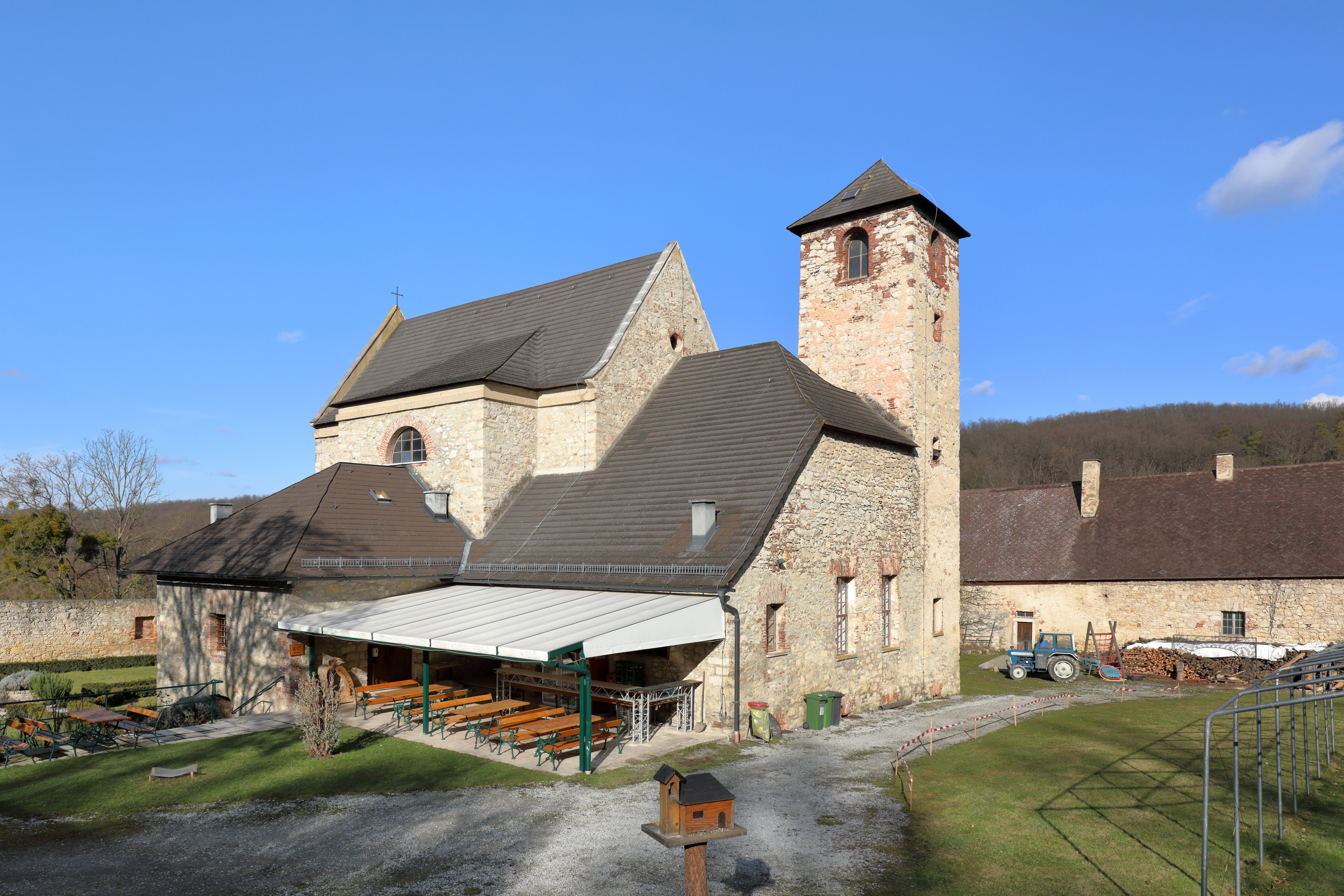
Ehem. Kloster „St. Anna in der Wüste“

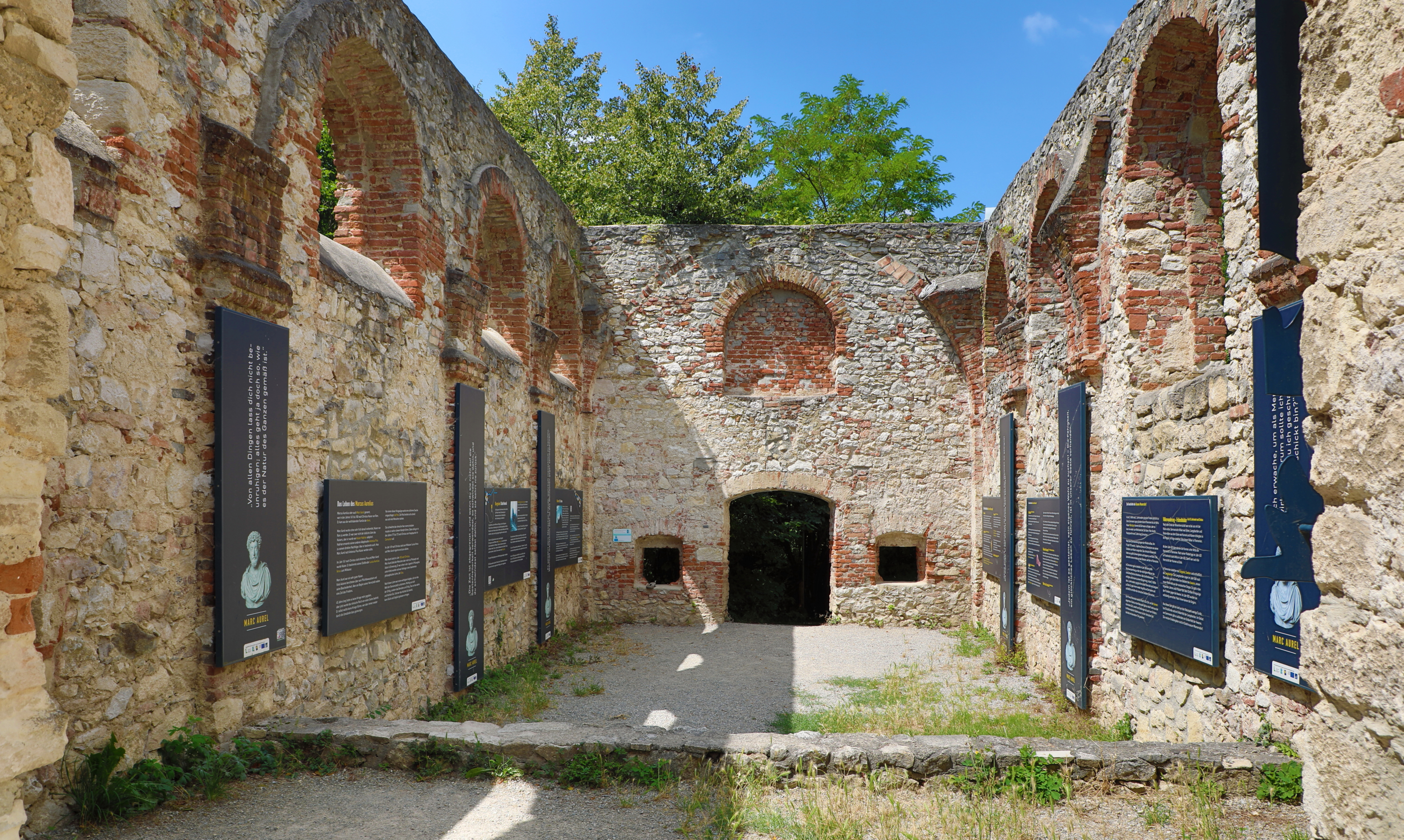
Ehemalige Leopoldskapelle im Naturpark Mannersdorf-Wüste

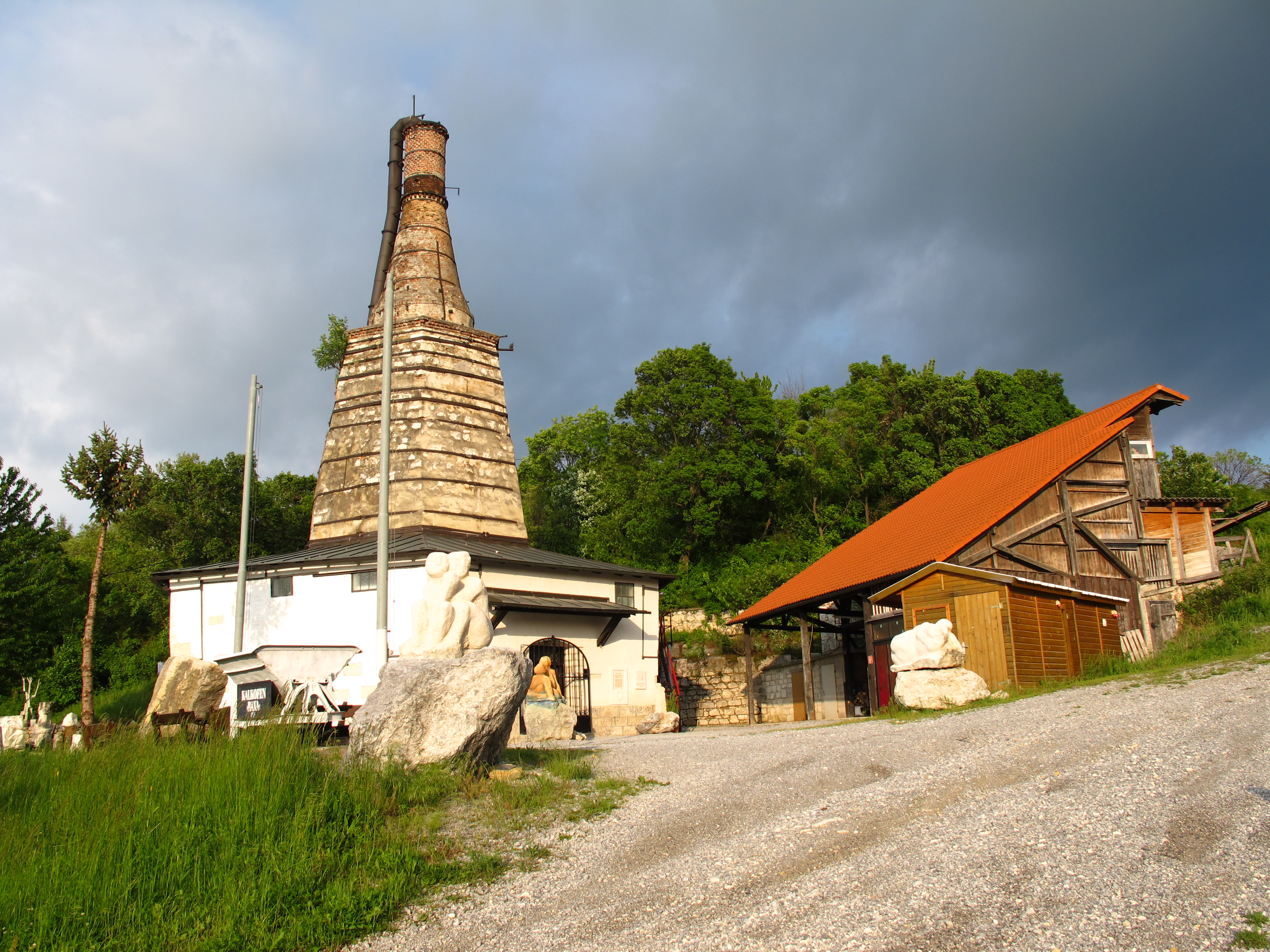
Kalkschachtofen BAXA, 1893

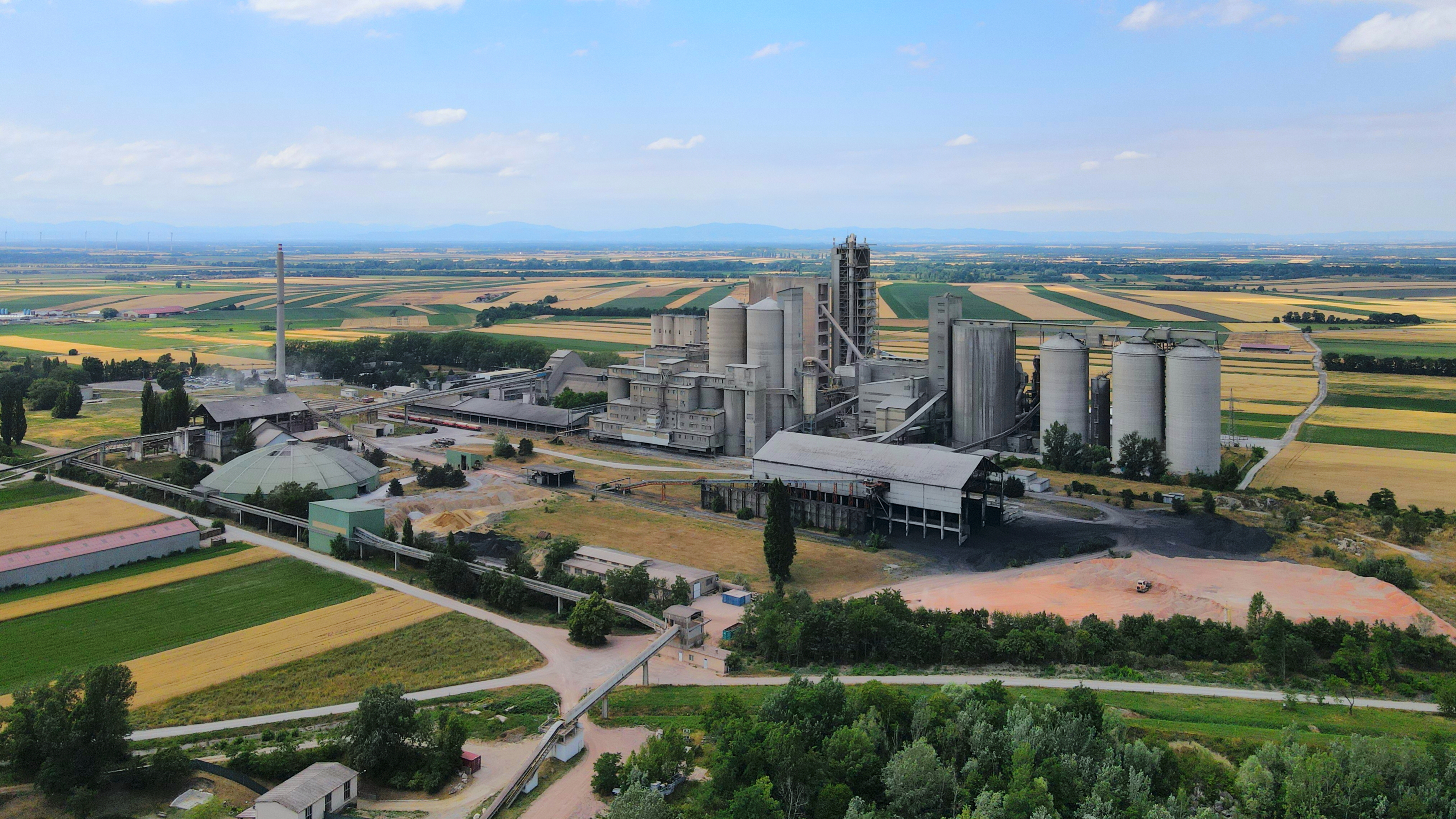
Lafarge Zementwerk – Österreichs größtes Zementwerk

- Katholische Pfarrkirche Mannersdorf am Leithagebirge hl. Martin, mit Friedhof und Pfarrhof
- Schloss Mannersdorf am Leithagebirge mit der Hauptnutzung als Gemeindeamt
- Schüttkasten Mannersdorf am Leithagebirge mit der Nutzung als Museum Mannersdorf und Umgebung
- Maria-Theresien-Obelisk
- Ehemaliges Gerichtstöckl
- Perlmooser Hof mit Kapelle
- Ehemaliges Rathaus und Pfarrhof: heute Wohnhaus
- Schwabenhof: ausgedehnte mittelalterliche Hausanlagen
- Perlmooser Zementwerke mit 1986 eingerichtetem Werksmuseum und 1953 errichteter Werksiedlung Mannersdorf, geplant von Architekt Roland Rainer
- Baxa-Kalkofen mit Kalkofen- und Steinabbaumuseum
- Steinbrüche, Abbau bereits in römischer Zeit, Förderbandbrücke von 1917, Brechergebäude von 1929, Belegschaftshaus von 1939

- Naturpark Mannersdorf-Wüste, darin:
  - Ehemalige Karmeliter-Einsiedelei St. Anna in der Wüste
  - Ruine Scharfeneck

## Wirtschaft und Infrastruktur
Im Jahr 2001 gab es 133 nichtlandwirtschaftliche Arbeitsstätten und 47 land- und forstwirtschaftliche Betrieben nach der Erhebung 1999. Nach der Volkszählung 2001 betrug die Zahl der Erwerbstätigen am Wohnort 1647. Die Erwerbsquote lag 2001 bei 45,18 Prozent.
In Mannersdorf befindet sich ein Zementwerk von Lafarge Perlmooser. Es ist das größte Zementwerk Österreichs mit einer Produktionskapazität von 1,1 Millionen Tonnen. Zu diesem Werk gehört auch das höchste Bauwerk des Ortes, ein 118 Meter hoher Schornstein, der auch als Richtfunkstützpunkt dient.

### Öffentliche Einrichtungen
In der Gemeinde gibt es zwei Kindergärten, eine Volksschule und eine Neue Mittelschule.

## Politik

### Gemeinderat
Der Gemeinderat hatte 23 Mitglieder und 25 Mitglieder ab dem Jahr 2025.
- Nach den Gemeinderatswahlen in Niederösterreich 1990 hatte der Gemeinderat folgende Verteilung: 18 SPÖ und 5 ÖVP.
- Nach den Gemeinderatswahlen in Niederösterreich 1995 hatte der Gemeinderat folgende Verteilung: 15 SPÖ, 4 ÖVP, 2 FPÖ und 2 PIP.[9]
- Nach den Gemeinderatswahlen in Niederösterreich 2000 hatte der Gemeinderat folgende Verteilung: 17 SPÖ, 4 ÖVP und 2 FPÖ.[10]
- Nach den Gemeinderatswahlen in Niederösterreich 2005 hatte der Gemeinderat folgende Verteilung: 18 SPÖ, 4 ÖVP und 1 FPÖ.[11]
- Nach den Gemeinderatswahlen in Niederösterreich 2010 hatte der Gemeinderat folgende Verteilung: 13 SPÖ, 7 LIM, 2 ÖVP und 1 FPÖ.[12]
- Nach den Gemeinderatswahlen in Niederösterreich 2015 hatte der Gemeinderat folgende Verteilung: 11 SPÖ, 9 LIM, 2 ÖVP und 1 FPÖ.[13]
- Nach den Gemeinderatswahlen in Niederösterreich 2020 hatte der Gemeinderat folgende Verteilung: 10 SPÖ, 9 LIM, 3 ÖVP und 1 FPÖ.[14]
- Nach den Gemeinderatswahlen in Niederösterreich 2025 hat der Gemeinderat folgende Verteilung: 12 SPÖ, 9 LIM, 2 ÖVP und 2 FPÖ.[15]

### Bürgermeister
- 1916–1918 Franz Parrer (CSP)
- 1916–1918 Franz Parrer
- 1919–1921 Alexander Seracsin
- 1921–1922 Franz Zerzawy
- 1922–1934 Josef Haidn
- 1934–1938, 1945–1947 Karl Gottschy
- 1938–1945 Victor Rapp
- 1943–1944 Hugo Sekyra
- 1947–1950 Johann Karpf
- 1950–1960 Wilhelm Pretsch
- 1960–1969 Josef Stahl
- 1969–1975 Johann Ponath
- 1975–1995 Johann Strobl
- 1995–2004 Josef Richter
- 2004–2023 Gerhard David (SPÖ)
- seit 2023 Günther Amelin (SPÖ)

### Stadtwappen
Das Wappen zeigt in einem geteilten Schild eine Blätterkone und eine heraldische Rose. Die Blätterkrone verweist auf die landesfürstliche Herrschaft und die oftmalige Anwesenheit von Kaiserin Maria Theresia. Mittig wird der Schild von einer Gegenstufenleiste geteilt, welches der kartographischen Darstellung eines Steinbruches entspricht, die für die Gemeinde von großer wirtschaftlicher Bedeutung sind. Die Rose symbolisiert einerseits den Naturpark Wüste und dient andererseits als Reminiszenz an das alte Marktsiegel, in welchem eine Blume enthalten war. Die drei Wellenbalken verweisen auf die Mannersdorfer Thermalquelle. Farblich in Rot, Gelb und Blau gehalten, da sind die Farben des Burgenlandes (Rot und Gelb), als auch von Niederösterreich (Gelb und Blau) enthalten, wodurch die Lage Mannersdorfs an der Landesgrenze ausgedrückt wird.
Heraldisch wird das Wappen wie folgt beschrieben:
In einem durch eine goldene Gegenstufenleiste geteilten Schild oben in Rot eine goldene Blätterkrone, unten in Blau über drei goldenen Wellenbalken im Schildesfuß eine goldene heraldische Rose.

## Persönlichkeiten
- Edmund Adler (1876–1965), Künstler
- Michael Gampe (* 1950), Schauspieler und Theaterregisseur
- Richard Gebert (* 1939), Politiker, Abgeordneter zum Österreichischen Nationalrat
- Bernhard Hofstötter, Lautenist
- Johann Horvath (1900–1983), Politiker
- Friedrich Opferkuh (1923–1993), Steinmetzmeister und Bildhauer, Autor
- Franz Parrer (1875–1944), Bauer und Gastwirt und Politiker
- Karl Schmoll von Eisenwerth (1852–1936), Industrieller
- Heribert Schutzbier, Leiter des Mannersdorfer Museums, Autor
- Hugo Michael Sekyra (1941–1998), Manager
- Karl Martin Sukopp (* 1928), Bildhauer
- Karl Tschank, Leiter des Projektes „BAXA Kalkofen“, Forschungen: Mannersdorfer Stein für den Stephansdom